# Port Charcot
Der Port Charcot ist eine 2,5 km breite Bucht an der Nordküste der Booth-Insel im Wilhelm-Archipel vor der Westküste der Antarktischen Halbinsel.
Teilnehmer der Vierten Französischen Antarktisexpedition (1903–1905) kartierten die Bucht als Erste. Der Expeditionsleiter und Polarforscher Jean-Baptiste Charcot ließ hier 1904 das Winterlager für die Forschungsreise errichten und benannte die Bucht nach seinem Vater, dem Mediziner Jean-Martin Charcot (1825–1893).